# Maneaba

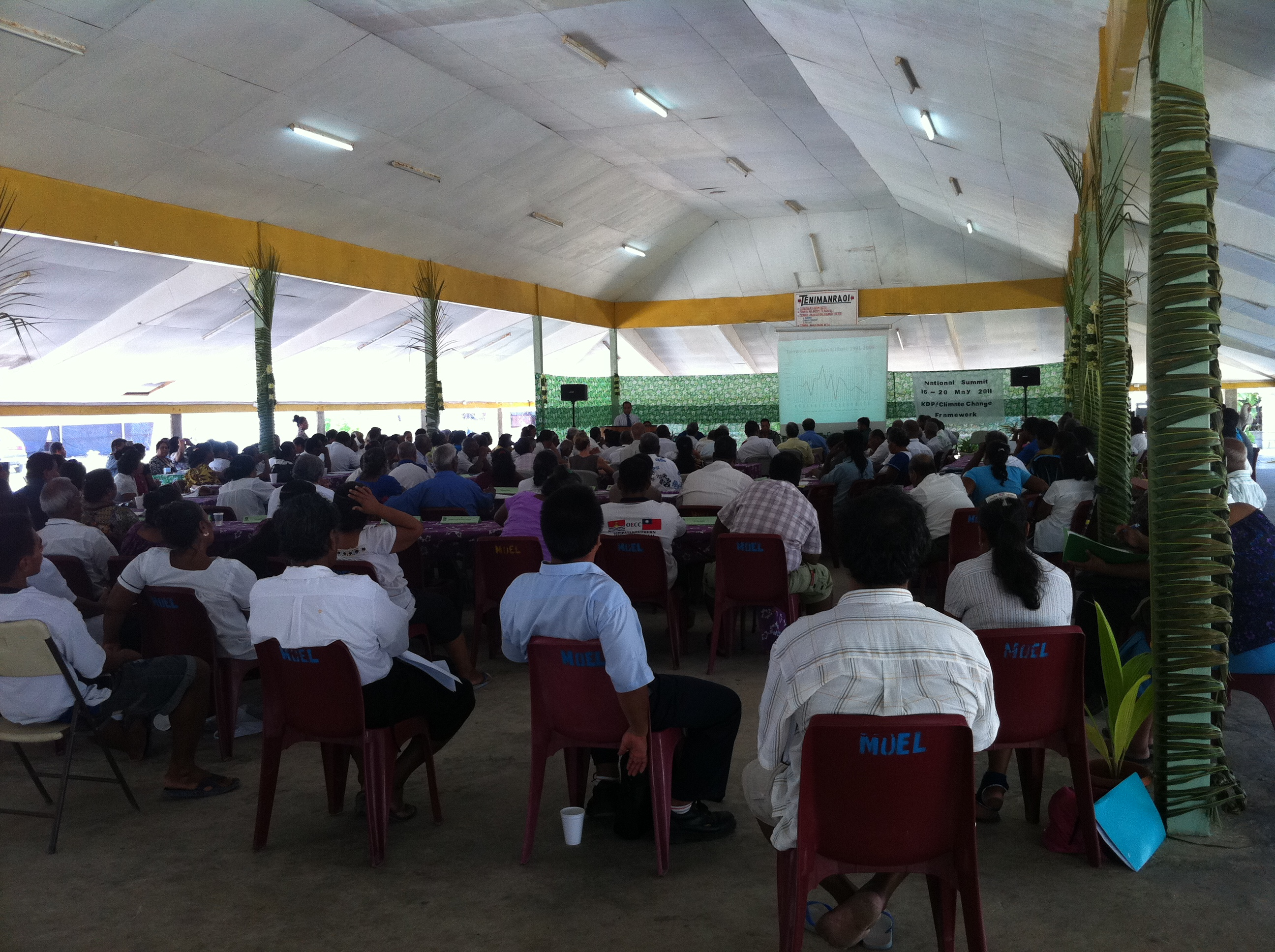
Maneaba en Betio, Kiribati

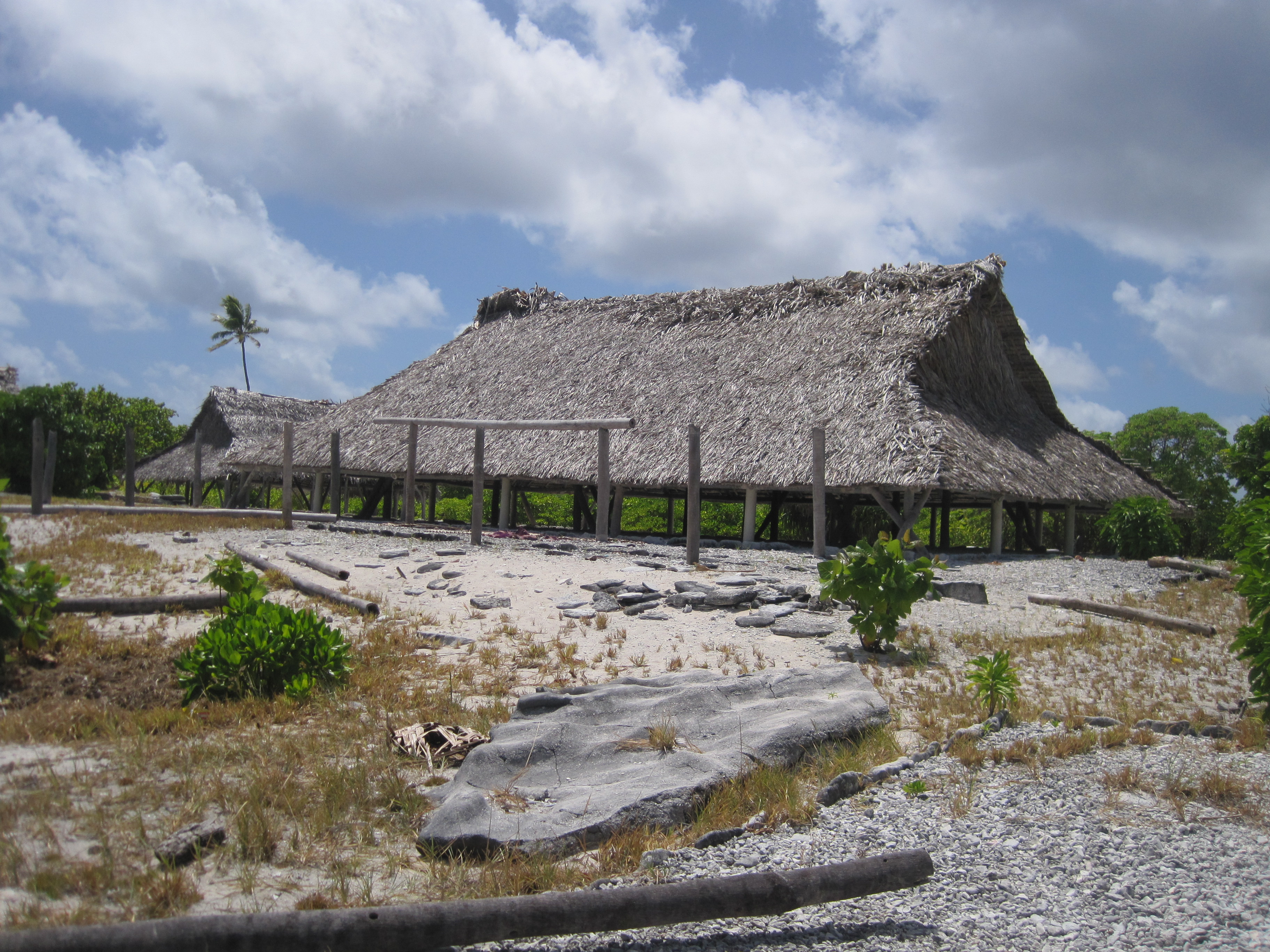
Maneaba tradicional en Babaroroa, al norte del atolón de Arorae, Kiribati

Maneaba o «casa de reuniones» es el corazón de cualquier comunidad de Kiribati. La maneaba no es únicamente el edificio más grande de cualquier aldea, es el centro de la vida de la aldea y la base del gobierno insular y nacional.
Una maneaba tradicional es una estructura imponente, con losas de coral que sostienen un enorme techo formado de madera de coco, sostenido con hilo de coco y paja con hojas de pandanus. Toda la comunidad está involucrada en su construcción, y cada aspecto de la maneaba tiene una función tanto simbólica como práctica.
Una maneaba tiene un papel cultural similar al de una marae polinesia. En las islas vecinas de Tuvalu (antes llamadas Islas Ellice), la casa de reuniones se llama maneapa. El hecho de compartir el nombre es el resultado de que Kiribati y Tuvalu eran anteriormente la colonia de la Corona británica de las Islas Gilbert y Ellice.
La Cámara de la Asamblea (Kiribati) o Gobierno de Kiribati se denomina Maneaba ni Maungatabu, o «maneaba suprema».